# Apple River Bay
Apple River Bay – zatoka (ang. bay) zatoki Chignecto Bay w kanadyjskiej prowincji Nowa Szkocja, w hrabstwie Cumberland; nazwa urzędowo zatwierdzona 12 stycznia 1967.